# Comisión de Modernización del Lenguaje Jurídico
La Comissió de Modernització del Llenguatge Jurídic és una comissió espanyola creada per acord del Consell de Ministres de 30 de desembre de 2009. L'objectiu era elaborar un informe per modernitzar el llenguatge jurídic, especialment, en l'Administració de Justícia, i que contingués un diagnòstic i recomanacions perquè el llenguatge fos més comprensible per la ciutadania. La comissió va començar a treballar el febrer del 2010 i va presentar l'informe el setembre del 2011.

## Descripció
La Comissió constava de vuit experts o vocals elegits per raó de la seva dilatada experiència i els seus coneixements en els àmbits jurídic i lingüístic i va estar presidida pel secretari d'Estat de Justícia, Juan Carlos Camp Bru actuant com a vicepresident Víctor García de la Concha, si condició de Director de la Reial Acadèmia Espanyola de la Llengua. S'ha integrat la Comissió pels periodistes Àlex Grijelmo, president de l'Agència EFE, Gabriela Cañas (Diari El País) i Maria Peral Parrado (Diari El Mundo), la catedràtica de la Universitat d'Alcalá d'Henares, Mercedes Bengoechea Bartolomé, la Portaveu del Consell General del Poder Judicial, Gabriela Bravo Sanestanislao, el president del Consell General de l'Advocacia Espanyola, Carlos Carnicer Díez, l'acadèmic de la Reial Acadèmia Espanyola i gramàtic Salvador Gutierrez Ordoñez i el fiscal superior d'Andalusia, Jesús García Calderón.
Després d'haver conclòs els seus treballs, amb data 20 de setembre de 2011, va ser presentat pel ministre de Justícia Francisco Caamaño Domínguez i pel director de la Reial Acadèmia Espanyola, José Manuel Blecua, l'Informe elaborat per la Comissió que conté Recomanacions adreçades als professionals i a les institucions, així com una recomanació Associada que està dirigida als mitjans de comunicació. Assenyala l'Informe, en analitzar el nou "dret a comprendre", potser la seva aportació més ambiciosa, que "una justícia moderna és una justícia que la ciutadania és capaç de comprendre". L'informe estableix la necessitat de crear una comissió, a través d'un conveni de col·laboració subscrit amb la Reial Acadèmia Espanyola de la Llengua, que tingui la finalitat principal de fomentar el bon ús del llenguatge jurídic i impulsi el desenvolupament de les recomanacions que han estat realitzades des de la Comissió.

## Informe
L'informe reivindicava el "dret a comprendre" de la ciutadania. Les recomanacions es basaven sobretot en fomentar el principi de llegibilitat. Demanava més canvis en l'estil que en el lèxic. Entre altres propostes indica que cal evitar la veu passiva i la construcció de gerundis, reduir les frases subordinades i les formes arcaiques dels subjuntius.

## Antecedents
No ha estat la primera iniciativa d'aquesta naturalesa. Ja l'any 2003, l'Ordre del Ministeri de Justícia 3126/2003, de 30 d'octubre, havia previst la creació d'una comissió d'estudi amb l'encàrrec d'elaborar, en el termini de quatre mesos, un informe que servís per promoure un procés de renovació i modernització del llenguatge utilitzat pel conjunt dels operadors jurídics i pel mateix legislador. Aquesta Comissió mai va arribar a constituir-se i no va poder, per tant, iniciar-se la ambiciosa tasca que havia estat marcada pel Govern. Es podria indicar que la posada en marxa d'aquesta iniciativa resultava, si més no des del punt de vista administratiu, potser massa complexa en establir fins a vint vocalies i l'auxili d'una Secretaria Tècnica.

## Comissió per a la Claredat del Llenguatge Jurídic
Seguint una de les recomanacions més rellevants de la Comissió, a través d'un Conveni Marc de Col·laboració subscrit a Madrid el 21 de desembre de 2011 per la Reial Acadèmia Espanyola, la Reial Acadèmia de Jurisprudència i Legislació, el Ministeri de Justícia, la Fiscalia General l'Estat, el Consell General de l'Advocacia Espanyola, el Consell General de Procuradors i la Conferència de deganes i Degans de les Facultats de Dret d'Espanya, va ser creada la "Comissió per a la Claredat del Llenguatge Jurídic" que té la missió, entre d'altres fins, d'elaborar un Pla de Treball bianual que serveixi per fer realitat el nou dret a comprendre, així com la concessió de premis pel bon ús del llenguatge jurídic.